# Sergio Santimaria
Sergio Santimaria (Vigevano, provincia de Pavia, 26 de abril de 1957) fue un ciclista italiano, que fue profesional entre 1978 y 1987. De su carrera destacan las dos victorias al Giro de Italia.

## Palmarés
- 1977
  - 1.º en la Milán-Rapallo
- 1979
  - 1.º en el Grande Fondo
- 1984
  - Vencedor de una etapa en el Giro de Italia[1]
- 1986
  - Vencedor de una etapa en el Giro de Italia[2]

### Resultados al Giro de Italia
- 1978. 84.º de la clasificación general
- 1979. 78.º de la clasificación general
- 1980. 82.º de la clasificación general
- 1981. Abandona.
- 1983. 85.º de la clasificación general
- 1984. Abandona. Vencedor de una etapa
- 1986. 60.º de la clasificación general. Vencedor de una etapa

### Resultados a la Vuelta en España
- 1978. 84.º de la clasificación general